# Fémfej
A Fémfej a Fekete tükör című brit sci-fi sorozat tizennyolcadik epizódja, amit a sorozat showrunnere, Charlie Brooker írt, és David Slade rendezett. 2017. december 29-én mutatta be a Netflix, a negyedik évad többi részével egyszerre.
Az epizódot teljes egészében fekete-fehérben vették fel, főhőse Bella, aki folyamatosan menekül különös robotkutyák elől, miután az emberi civilizációnak ismeretlen okból vége lett. A kutyákat a Boston Dynamics találmányai inspirálták, az ő nézőpontjukból látható történéseket LIDAR szkenneléssel állították elő. 41 perces hosszával a sorozat egyik legrövidebb epizódja.
Alapvetően pozitív kritikákat kapott, sokan hasonlították a Terminátor filmekhez, az epizód mondanivalója a mesterséges intelligenciáról, valamint a végkifejlet, amelyben fény derül, hogy miért kockáztatták az életüket, vitákat generált. A színészi játék, a fényképezés, és a kutyák kinézete jó visszajelzéseket kapott, de maga a történet és a rövidsége nem annyira.

## Cselekmény
Bella, Anthony és Clarke hajtanak autóval a kietlen pusztaságban egy raktárépület felé valamiért, ami elmondásuk szerint a kis haldokló Jack fájdalmait csökkentené. Miközben Clarke elköt egy furgont, Bella és Anthony bemennek a raktárba. Megtalálják a dobozt, amit kerestek, de sajnos mögötte egy robotkutya található. A kutya repeszeket lő ki magából beléjük, melyek mindegyikében egy jeladó van, majd lemászik és agyonlövi Anthonyt. Bella a doboz nélkül kezd el menekülni a kocsijával, Clarke pedig követi a furgonnal. A kutya felugrik a furgonra, megöli Clarke-ot, majd követni kezdi Bellát. Végül utol is éri őt, ám a nő az utolsó pillanatban a szakadékba taszítja az autót, vele együtt.
Bella fogó segítségével kitépi a lábából a nyomkövetős repeszeket. Rádióján keresztül megkér valakit, hogy adjon át egy üzenetet a szeretteinek, ha ezt nem élné túl. A kutya beüldözi őt az erdőbe, egyenesen egy fa tetejére. Mivel a kutya lába is megsérült az árokba eséskor, ezért nem tud utánamászni a fára, és inkább készenléti üzemmódba helyezi magát a tövében. Bella édességekkel kezdi el dobálni őt, amire folyamatosan bekapcsol, majd ki, és ezzel végül lemeríti. Miután a kutya többet nem mozdul, Bella lemászik a fáról, és tovább menekül, míg elér egy házig.
A házban két rothadó hulla fekszik az ágyban, mellőlük szed el egy sörétes puskát és egy autó slusszkulcsát. Napkeltekor a kutya akkumulátora újratölt, és elindul a ház felé. Mikor megjelenik, Bella festéket önt rá, hogy ne lásson semmit, majd eldobja a festékes dobozt, hogy megzavarja az érzékeit, és az autó felé rohan. Azonban az nem indul, ezért bekapcsolja a rádiót és elrejtőzik. Mikor a kutya elkezdi vizsgálni a zajt, Bella rálő. Mielőtt végezni tudna vele, a kutya belemar a lábába, majd kilő rengeteg repeszt, melyek eltalálják a nőt.
A fürdőszoba tükrében Bella meglátja, hogy mennyi jeladó van csak az arcán. Megpróbálná eltávolítani őket egy késsel, de ekkor észreveszi, hogy az egyik a nyaki vénájába fúródott. Bella fogja a rádiót, és bár nem biztos benne, hogy bárki is meghallja őt, elbúcsúzik a szeretteitől. Ahogy a kést a torkához emeli, a kép kívülre vált, ahol látható hogy tucatnyi kutya érkezik, majd a raktárba vált, ahol láthatjuk, hogy a dobozban, amit meg akartak szerezni, egy csomó játékmackó van.
| Szerep  | Színész      | Magyar hang     |
| ------- | ------------ | --------------- |
| Bella   | Maxine Peake | Kiss Erika      |
| Clarke  | Jake Davies  | Papp Dániel     |
| Anthony | Clint Dyer   | Kisfalusi Lehel |
| Rádió   |              | Endrédi Máté    |

## Az epizód készítése
41 perces hosszával sokáig a legrövidebb epizód volt a sorozatban (azóta a hatodik évad "Mazey Day" című része megelőzte). Teljes egészében fekete-fehér, és szinte végig egyetlen színésznő, Maxine Peake játszik benne. A zenéket Krzysztof Penderecki kompozíciói és "A ragyogás" című film zenéi alkotják.
David Slade rendező volt az, aki ragaszkodott a fekete-fehér képi világhoz, hogy az segítsen megteremteni a horror-atmoszférát. Brooker eredetileg azt szerette volna, ha az epizódban egyáltalán nem is szólalnak meg a szereplők, és hogy legyen Steven Spielberg "Párbaj" és "A cápa" című filmje a követendő minta. Slade ehelyett "A texasi láncfűrészes mészárlás" című horrort tekintette mintának. Hogy mi történt pontosan az emberiséggel az epizódban, az nem lett pontosan megmagyarázva, épp azért, hogy Bella és a kutya küzdelmére legyen kihegyezve az epizód.
Brooker a Boston Dynamics által gyártott robotkutyákból merítette az alapötletet, félelmetesnek találta ugyanis, hogy amikor fellökik őket, kétségbeesetten próbálnak újra segítség nélkül lábra állni. Az epizódban látható kutyáknak elég mesterséges intelligenciájuk van a problémák megoldásához, és a fikciós irodalomban szereplő más robotokkal szemben nincsenek érzéseik. Tervezésükkor szempont volt, hogy legyenek ijesztőek, funkcionálisan legyenek megtervezve, és képesek legyenek brutálisan gyilkolni.
Az eredeti forgatókönyv szerint a kutyákat egy illető vezérelte volna otthonról, és az egyik jelenetben, amíg elment volna fürdetni a gyerekeit, elvesztette volna az irányítást. Azonban ez kilógott a forgatókönyvből, ami egyébként is a nagyon egyszerű történet felé tendált, ezért kimaradt. A nézőnek elsőre az lehet a benyomása, hogy a kutya a raktárat őrizte, de a tervezéskor az volt a cél, hogy úgy mutassák be őket, mint háborúban használt harci eszközöket. Álcázást is terveztek a kutyáknak, de ez végül kimaradt. Egyetlen életnagyságú modell készült el, hogy segítse a színészeket és a produkciós stábot, de a képernyőn látható kutyák mind digitálisan készültek.
A forgatás 12 napig zajlott Angliában, Devon és London környékén. A forgatáshoz két monokróm kamerát használtak, amelyből akkoriban nem volt sok elérhető.

## Forráshivatkozások
1. ↑  Turchiano, Danielle: ‘Black Mirror’ Co-Creator Breaks Down Season 4: ‘We Want to Be Surprising and Unpredictable’ (amerikai angol nyelven). Variety, 2017. december 29. (Hozzáférés: 2023. július 10.)
2. ↑  The ending of Black Mirror's Mazey Day episode explained (brit angol nyelven). Cosmopolitan, 2023. június 15. (Hozzáférés: 2023. július 10.)
3. ↑  The Musical Relevance of the Netflix Series 'Black Mirror'. web.archive.org, 2018. szeptember 8. [2018. szeptember 8-i dátummal az eredetiből archiválva]. (Hozzáférés: 2023. július 10.)
4. ↑  Herman, Alison: ‘Black Mirror’ Watch: Talking to David Slade, the Director of "Metalhead" (angol nyelven). The Ringer, 2017. december 30. (Hozzáférés: 2023. július 10.)
5. ↑  Black Mirror 'Metalhead' was planned as silent episode (brit angol nyelven). Digital Spy, 2017. december 29. (Hozzáférés: 2023. július 10.)
6. ↑  Greene, Steve: ‘Black Mirror’: ‘Metalhead’ Director David Slade on the Influences Behind the Season’s Most Terrifying Episode (amerikai angol nyelven). IndieWire, 2018. január 2. (Hozzáférés: 2023. július 10.)
7. ↑  Black Mirror Metalhead Ending (angol nyelven). TVGuide.com. (Hozzáférés: 2023. július 10.)
8. ↑  December 29, James Hibberd: 'Black Mirror' creator explains that 'Metalhead' robot nightmare (angol nyelven). EW.com. (Hozzáférés: 2023. július 10.)

## Fordítás
Ez a szócikk részben vagy egészben  a   Metalhead (Black Mirror) című angol Wikipédia-szócikk ezen változatának fordításán alapul.  Az eredeti cikk szerkesztőit annak laptörténete sorolja fel. Ez a jelzés csupán a megfogalmazás eredetét és a szerzői jogokat jelzi, nem szolgál a cikkben szereplő információk forrásmegjelöléseként.